# Гагік (цар Карсу)
Гагік або Гагік-Абас (*Գագիկ-Աբաս, д/н —1080) — останній цар Карське царства з 1029 до 1065 року. Відомий також як Абас II.

## Життєпис
Походив з династії Багратуні. Син Абаса I, царя Карсу (Вананду). Замолоду оженився на доньці Ованес-Смбата, царя Ані. У 1029 році після смерті батька став царем Карсу. Продовжив політику попередника щодо визнання зверхності Візантії та дотримання союзу з Анійським царством. Під час війн між Візантією та Ані у 1020- та 1040-х роках намагався дотримуватися нейтралітету, але дозволяв своїм військовикам підтримувати анійське військо. Більше уваги приділяв розвитку культури, започаткував богословську школу у Карсі.
У 1045 році після захоплення Анійського царства Візантійською імперією, опинився майже з усіх боків оточений візантійською територією. Він вступив у конфлікт з Давидом I, царем Ташир-Дзорагета, щодо титулів азгапета та шаханшаха, який зумів отримати.
З 1050-х років його держава стала зазнавати нападів сельджуків. Спроба спільно з Васпураканом та Сюніком дати їм відсіч немала успіху. У 1054 році зумів завдати поразки сельджукам у битві при Карсі. Тому в подальшому встановив дружні стосунки з султаном Алп-Арсланом, номінально визнавши його зверхність.
Після потужного походу сельджуків у 1064 році на землі колишнього Анійського царства, Гагік зрозумів, що немає змоги їм протистояти. Тому у 1065 році прийняв пропозицію імператора Костянтина X, передавши Карське царство візантійцям. Навзаєм отримав Цамендан, Ларису, Амасію, Комману. Сюди переселився зі своїм почтом, знаттю та військами. Встановив союз з представниками роду Арцруні, що правили в Себастії.
Після поразки візантійців у 1071 році в битві біля Манцикерту землі Гагіка стали зазнавати нападів сельджуків. Втім, більшу загрозу становили стосунки з візантійцями, що підозріло стали ставитися до значної кількості вірмен, які не були православними. У 1080 році за наказом імператора Никифора III було здійснено спробу вбити колишніх царів різних вірменських держав. У відповідь Гагік разом з родами Арцруні та Рубенідами виступив проти візантійських військовиків та знаті. Під час цих подій він помер або загинув.